# Цуркаш, Михай
Михай Цуркаш (рум. Mihai Ţurcaş; 18 ноября 1942, Брашов) — румынский гребец-байдарочник, выступал за сборную Румынии на всём протяжении 1960-х годов. Серебряный и бронзовый призёр летних Олимпийских игр, чемпион мира и Европы, победитель многих регат национального и международного значения.

## Биография
Михай Цуркаш родился 18 ноября 1942 года в городе Брашове. Активно заниматься греблей начал в раннем детстве, проходил подготовку в одной из местных гребных секций.
Первого серьёзного успеха на взрослом международном уровне добился в 1964 году, когда попал в основной состав румынской национальной сборной и благодаря череде удачных выступлений удостоился права защищать честь страны на летних Олимпийских играх в Токио. Завоевал бронзовую медаль в четвёрках на дистанции 1000 метров, при этом его партнёрами были Симьон Кучьюк, Аурел Вернеску и Атанасие Счотник.
В 1965 году Цуркаш выступил на чемпионате Европы в Бухаресте, где стал серебряным призёром в четвёрках на тысяче метрах. Год спустя побывал на мировом первенстве в Восточном Берлине, откуда привёз награду золотого достоинства, выигранную в той же километровой дисциплине четвёрок. Ещё через год на первенстве Европы в немецком Дуйсбурге одержал победу сразу в двух дисциплинах, в километровой гонке четвёрок и в эстафете 4 × 500 м.
Будучи одним из лидеров гребной команды Румынии, благополучно прошёл квалификацию на Олимпийские игры 1968 года в Мехико — в составе четырёхместного экипажа, куда также вошли гребцы Антон Каленик, Димитрие Иванов и Хараламбие Иванов, завоевал на дистанции 1000 метров серебряную медаль — в решающем заезде их обошёл лишь экипаж из Норвегии. Вскоре после этой Олимпиады принял решение завершить карьеру профессионального спортсмена, уступив место в сборной молодым румынским гребцам.